# 四川越桔
四川越桔（学名：Vaccinium chengiae）为杜鹃花科越桔属下的一个种。

## 扩展阅读
- 維基物種上的相關：四川越桔